# Euchaetis cristagalli
Euchaetis cristagalli är en vinruteväxtart som beskrevs av I. Williams. Euchaetis cristagalli ingår i släktet Euchaetis och familjen vinruteväxter. Inga underarter finns listade i Catalogue of Life.